# Raposka
Raposka là một thị trấn thuộc hạt Veszprém, Hungary. Thị trấn này có diện tích 4,9 km², dân số năm 2010 là 232 người, mật độ 47 người/km².